# BIC Phone
Das Bic Phone ist ein Ableger des Alcatel OT-S210 GSM-Mobiltelefons. Es handelt sich um ein preisgünstiges Telefon, das lediglich über einige Grundfunktionen verfügt.
Es wurde ab Sommer 2008 in Frankreich und Spanien durch Orange als „Wegwerfhandy“ an Privatkunden verkauft. Am 21. Juni 2010 wurde verkündet, dass das Bic Phone durch Proximus, einer ehemaligen Tochtergesellschaft von Belgacom, auch in Belgien vertrieben wird.
Société Bic, ein französischer Hersteller von Wegwerfprodukten, erhält Lizenzgebühren für die Verwendung der Marke und ist ansonsten weder in Herstellung noch Verkauf involviert. Grundsätzlich wird das BIC Phone nicht als Wegwerftelefon, sondern vielmehr als einfaches low-entry-Telefon vermarktet.
Das Telefon wurde für den sofortigen Gebrauch angeboten, mit einem vorab geladenen Akku und einer begrenzten Anzahl von Freiminuten (meist 60). Es kann mit einer Guthabenkarte aufgeladen werden. Die Verkaufspackung enthält einen Hands-free-Kit und ein Micro USB-Ladegerät. Die Grundfunktionen bestehen in Uhr, Wecker, Rechner und UKW-Radio. Das Telefon kann SMS-Nachrichten senden und empfangen, verfügt aber über keinerlei Multimedia-Funktionalitäten. Der Preis des Telefons ist in Europa von anfangs ca. € 50 auf € 15 (Stand 2013) gefallen. Das BIC Phone V5 (ab 2012) enthält eine Kamera.